# Коок
Ко́ок (нем. Kook), также мы́за Ко́огу (эст. Koogu mõis) — рыцарская мыза в уезде Ляэне-Вирумаа, Эстония. Согласно историческому административному делению мыза относилась к приходу Виру-Нигула. В годы Российской империи находилась на территории Эстляндской губернии и относилась к приходу Магольм.

## История мызы
Мыза впервые упомянута в 1685 году. Последним владельцем мызы до её отчуждения в 1919 году был Отто фон Шиллинг (Otto von Schilling). Рыцарской мызой стала в конце XVII столетия. Территория мызы включала в себя часть древней деревни, в 1241 году упомянутой как Paymol .
На военно-топографических картах Российской империи (1846–1863 годы), в состав которой входила Эстляндская губерния, мыза обозначена как Коокъ.
В 1899 году на землях мызы Коогу началось строительство цементного завода, вокруг которого в 1920-х годах образовался промышленный посёлок (в настоящее время является территорией деревни Азериару). Наибольший объём продукции завод производил перед Первой мировой войной, когда число его работников приближалось к 1000. В 1906 году при заводе была открыта начальная школа. В 1928 году завод был закрыт.
В 1920-х годах на землях мызы было основано поселение Коогу, которое в 1977 году получило статус деревни.

## Мызный комплекс
Главное здание (господский дом) мызы представляло из себя длинное одноэтажное каменное строение с низким цоколем. Было построено в несколько этапов в 19-м столетии, неоднократно перестраивалось. В настоящее время находится в руинах. Сохранилось несколько вспомогательных (хозяйственных) построек, большинство из них — в перестроенном виде. В руинах находятся амбар, коровники, водочная фабрика, ветряная мельница; в плохом состоянии мызный парк.